# گلوب اینترنشنال
گلوب اینترنشنال (انگلیسی: Globe International) شرکت لوازم ورزشی استرالیایی است، که در سال ۱۹۸۵ تأسیس شد.